# Clothilde De Bernardi
Clothilde De Bernardi (Bastia, 16 november 1994) is een tennisspeelster uit Frankrijk. Zij begon op vijfjarige leeftijd met tennis. Haar favoriete ondergrond is gravel. Zij speelt rechtshandig en heeft een tweehandige backhand.

## Loopbaan

### Enkelspel
De Bernardi debuteerde in 2010 op het ITF-toernooi van Grenoble (Frankrijk). Zij stond later dat jaar voor het eerst in een finale, op het ITF-toernooi van Équeurdreville (Frankrijk) – zij verloor van landgenote Jessica Ginier. In 2013 veroverde De Bernardi haar eerste titel, op het ITF-toernooi van Guimarães (Portugal), door de Mexicaanse Ximena Hermoso te verslaan. Tot op hedenjanuari 2016 won zij acht ITF-titels, de meest recente in 2015 in El Kantaoui (Tunesië).

### Dubbelspel
De Bernardi was in het dubbelspel minder actief dan in het enkelspel. Zij debuteerde in 2010 op het ITF-toernooi van Équeurdreville (Frankrijk), samen met landgenote Amandine Hesse. Zij stond in 2013 voor het eerst in een finale, op het ITF-toernooi van Sharm-el-Sheikh (Egypte), samen met landgenote Chloé Paquet – zij verloren van het duo Anja Prislan en Jasmin Steinherr. Later dat jaar veroverde De Bernardi haar eerste titel, op het ITF-toernooi van Braunschweig (Duitsland), samen met de Bulgaarse Isabella Shinikova, door het Tsjechische duo Tereza Malíková en Tereza Smitková te verslaan. Tot op hedenjanuari 2016 won zij drie ITF-titels, de meest recente in 2014 in Antalya (Turkije).
In 2015 speelde zij haar eerste grandslamtoernooi op Roland Garros door middel van een wildcard bij het vrouwendubbelspel (samen met Shérazad Reix) en bij het gemengd dubbelspel (samen met Maxime Hamou).

## Posities op deWTA-ranglijst
Positie per einde seizoen:
| jaartal | ranking enkelspel | ranking dubbelspel |
| ------- | ----------------- | ------------------ |
| 2011    | 624               | –                  |
| 2012    | 692               | 1017               |
| 2013    | 339               | 630                |
| 2014    | 395               | 504                |
| 2015    | 373               | 1068               |

## Prestatietabel grandslamtoernooien
| Legenda | Legenda                          |
| ------- | -------------------------------- |
| g.t.    | geen toernooi gehouden           |
| l.c.    | lagere categorie                 |
| –       | niet deelgenomen                 |
| G       | uitgeschakeld in de groepsfase   |
| 1R      | uitgeschakeld in de eerste ronde |
| 2R      | uitgeschakeld in de tweede ronde |
| 3R      | uitgeschakeld in de derde ronde  |
| 4R      | uitgeschakeld in de vierde ronde |
| KF      | uitgeschakeld in de kwartfinale  |
| HF      | uitgeschakeld in de halve finale |
| F       | de finale verloren               |
| W       | het toernooi gewonnen            |
| w-v     | winst/verlies-balans             |

### Vrouwendubbelspel
| Toernooi        | 2015 |
| --------------- | ---- |
| Australian Open | –    |
| Roland Garros   | 1R   |
| Wimbledon       | –    |
| US Open         | –    |